# Slovenija ceste Tehnika
Die Slovenija ceste Tehnika war bis zu ihrem Konkurs das größte Bauunternehmen in Slowenien. Dieses baute unter anderem die erste Röhre des Karawankentunnels. 
Die Geschäftsführung hatte von 1974 bis Mai 2011 Ivan Zidar inne. Im Juni 2011 hatte das Unternehmen Konkurs angemeldet, das Verfahren wurde 2015 abgeschlossen.